# سبيلثورن (دائرة انتخابية في المملكة المتحدة)
سبيلثورن (بالإنجليزية: Spelthorne)‏ هي إحدى الدوائر الانتخابية في المملكة المتحدة الممثلة في مجلس العموم في برلمان المملكة المتحدة.
عضو البرلمان الذي يمثلها حالياً هو :Mr David Wilshire (Con).